# Russian Mission
Russian Mission és una població dels Estats Units a l'estat d'Alaska. Segons el cens del 2007 tenia 320 habitants.

## Demografia
Segons el cens del 2000, Russian Mission tenia 296 habitants, 70 habitatges, i 60 famílies La densitat de població era de 20,2 habitants/km².
Dels 70 habitatges en un 67,1% hi vivien nens de menys de 18 anys, en un 51,4% hi vivien parelles casades, en un 24,3% dones solteres, i en un 12,9% no eren unitats familiars. En el 10% dels habitatges hi vivien persones soles l'1,4% de les quals corresponia a persones de 65 anys o més que vivien soles. El nombre mitjà de persones vivint en cada habitatge era de 4,23 i el nombre mitjà de persones que vivien en cada família era de 4,51.
Per edats la població es repartia de la següent manera: un 48% tenia menys de 18 anys, un 12,5% entre 18 i 24, un 24% entre 25 i 44, un 11,5% de 45 a 60 i un 4,1% 65 anys o més.
L'edat mediana era de 19 anys. Per cada 100 dones de 18 o més anys hi havia 94,9 homes.
La renda mediana per habitatge era de 27.500 $ i la renda mediana per família de 22.500 $. Els homes tenien una renda mediana de 17.083 $ mentre que les dones 13.750 $. La renda per capita de la població era de 8.358 $. Aproximadament el 15,6% de les famílies i el 21,8% de la població estaven per davall del llindar de pobresa.

## Poblacions més properes
El següent diagrama mostra les poblacions més properes.